# Rue Maurice-Flandin
Pour les articles homonymes, voir Flandin.
La rue Maurice-Flandin est une rue du quartier de la Villette dans le 3e arrondissement de Lyon, en France.

## Situation
D'orientation nord-sud, la rue intégralement située dans le 3e arrondissement débute cours Lafayette, à partir duquel elle prolonge la rue des Droits-de-l'Homme, une courte voie du 6e arrondissement, jusqu'au croisement de la rue Kimmerling et de l'avenue Félix-Faure, à partir de laquelle elle se prolonge sous le nom de rue Jeanne-Hachette. Elle croise, tangente ou sert de tenant aux voies suivantes, du nord au sud : rue Saint-Antoine, rue Riboud, rue d'Aubigny, place de Francfort, avenue Georges-Pompidou, rue Antoine-Charial, rue Paul-Bert et avenue Lacassagne.

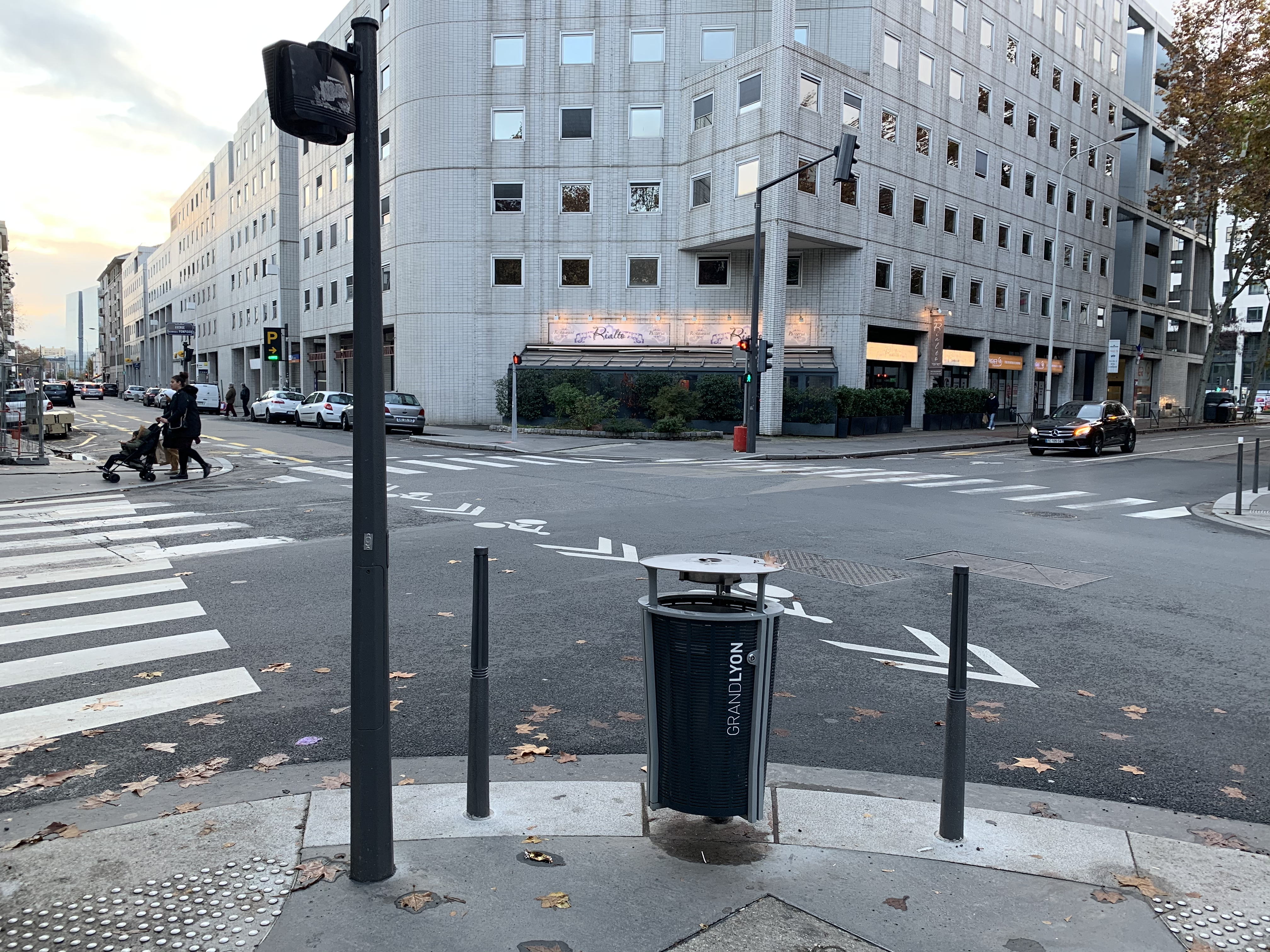
Angle avec l'avenue Georges-Pompidou, vu vers le sud-ouest, en décembre 2019.
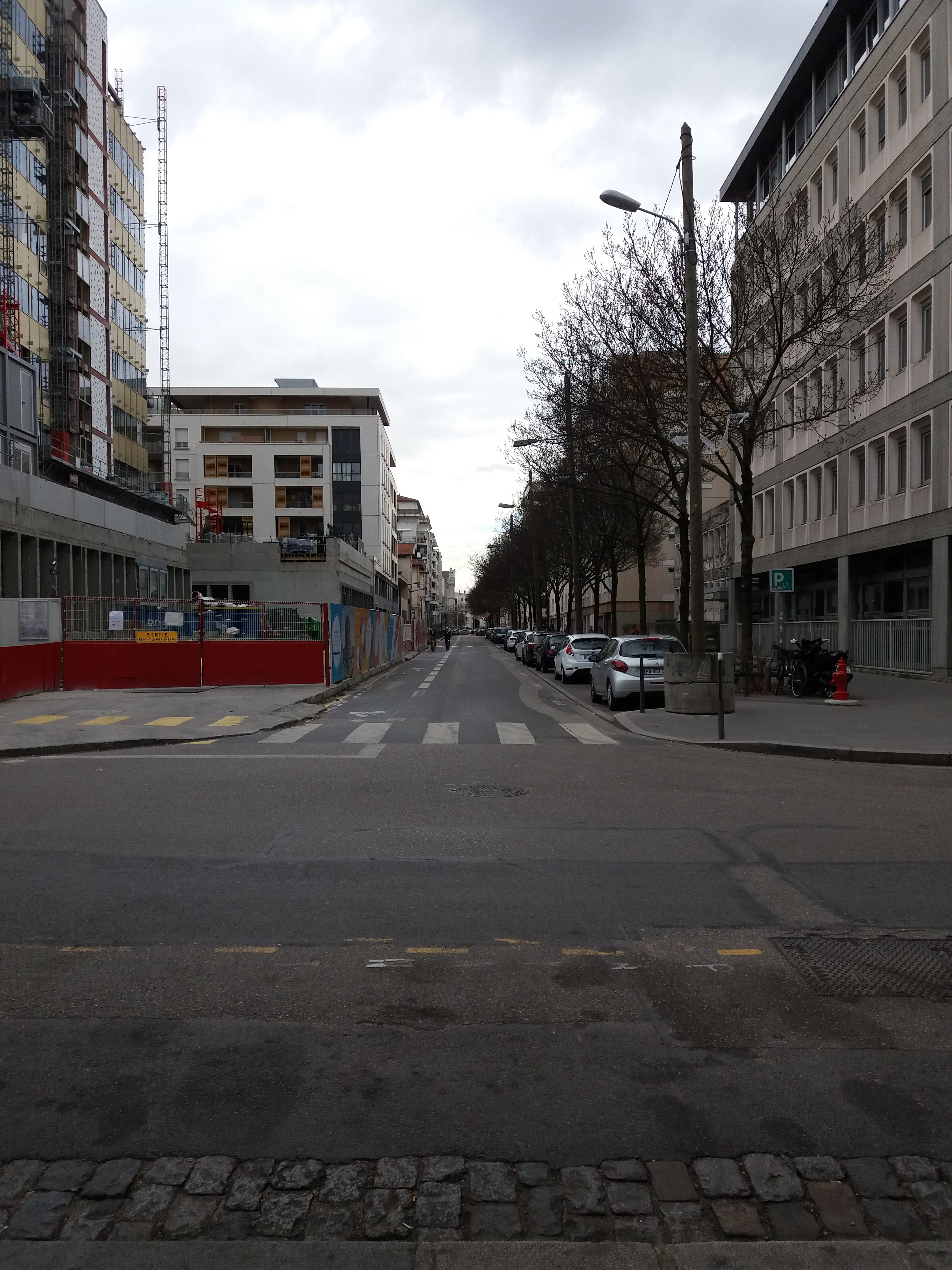
La rue Antoine-Charial, vue vers l'est, depuis la rue Maurice-Flandin, en mars 2019.

## Odonymie
Antérieurement à sa dénomination actuelle, la rue porte le nom de « rue de la Corne-de-Cerf » ou plus simplement « rue Corne-de-Cerf », attesté dès 1823, du nom d'un domaine appartenant aux hospices civils de Lyon,. Par décret municipal du 15 avril 1946, elle se voit attribuer le nom de rue Maurice-Flandin, en l'honneur de Maurice Flandin, ouvrier métallurgiste et militant syndical et politique lyonnais, qui fut l'un des organisateurs de la résistance française en Haute-Savoie et assassiné par la Milice française le 21 février 1944 à Thonon-les-Bains en Haute-Savoie.

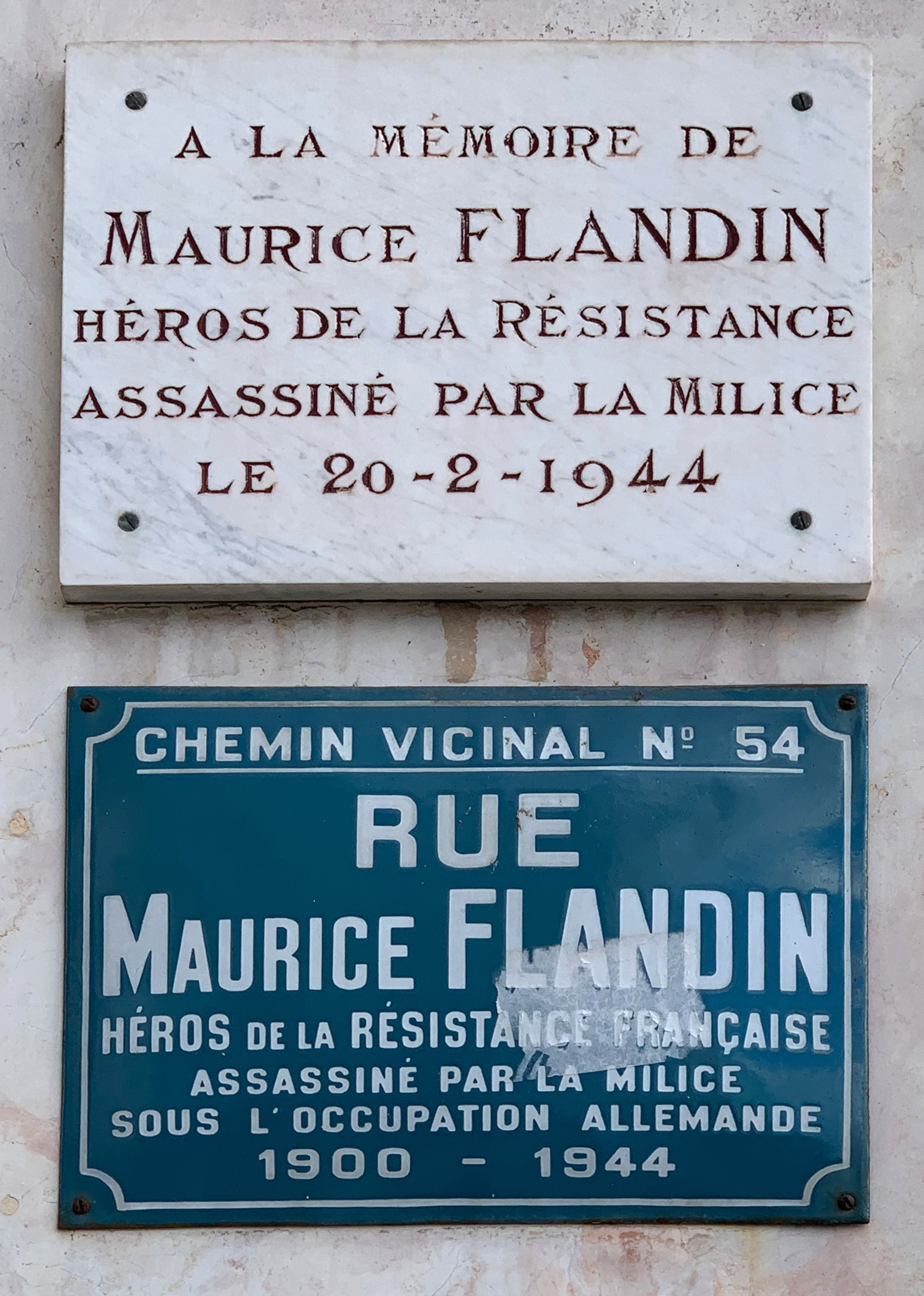
Plaque de rue et plaque en hommage à Maurice Flandin, en janvier 2019.
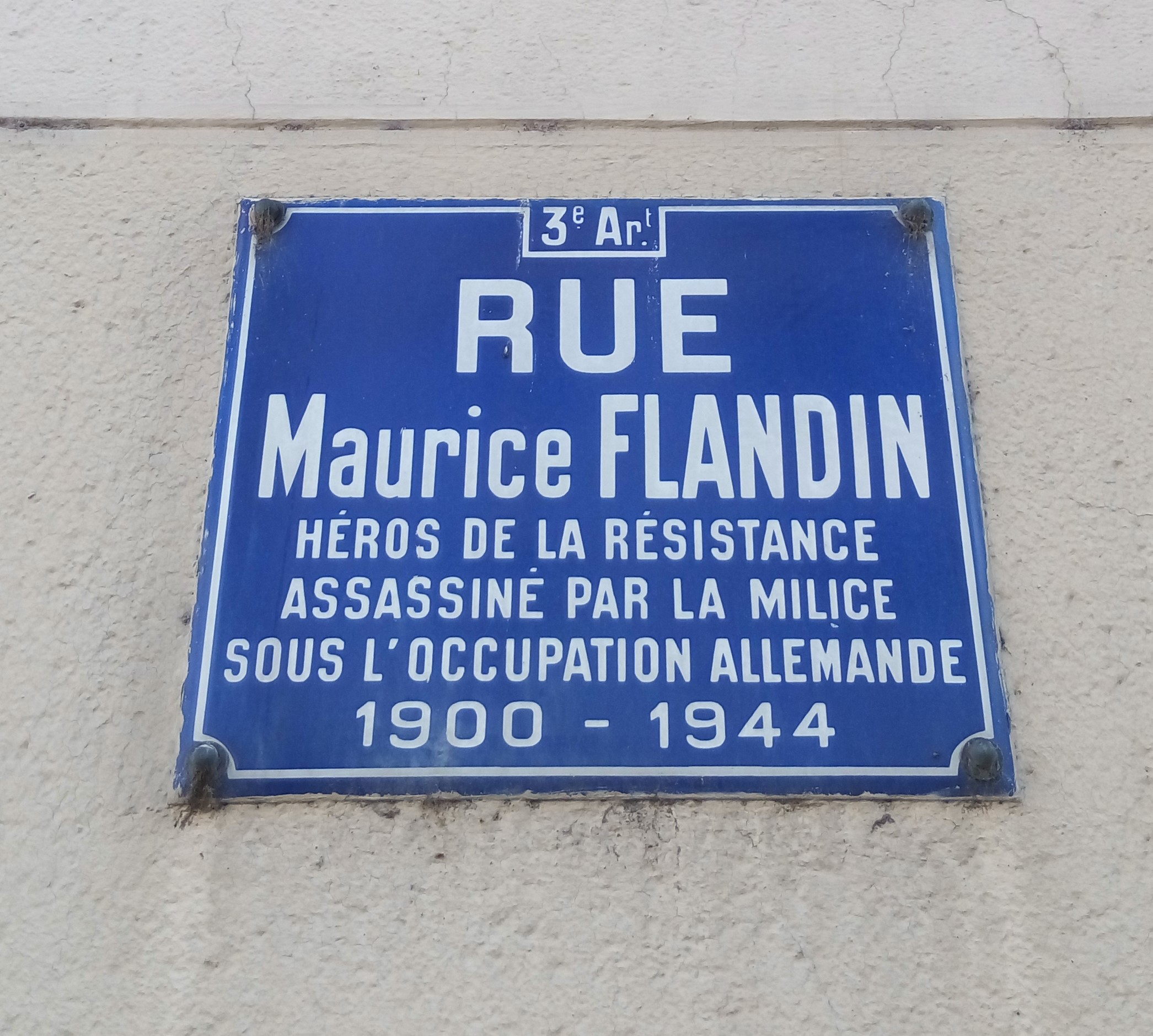
Plaque de rue, en octobre 2016.
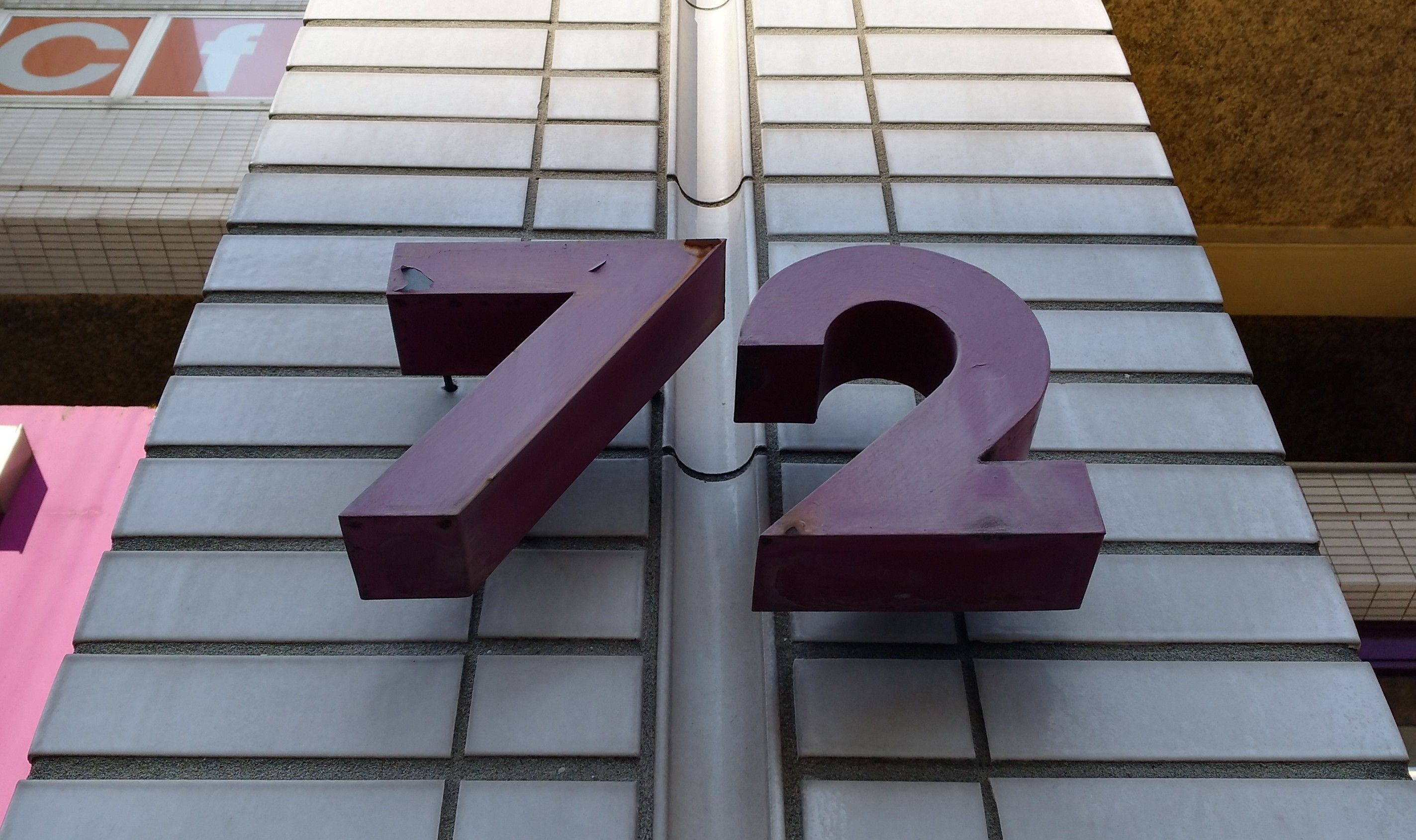
Le numéro 72, en avril 2019.

## Histoire

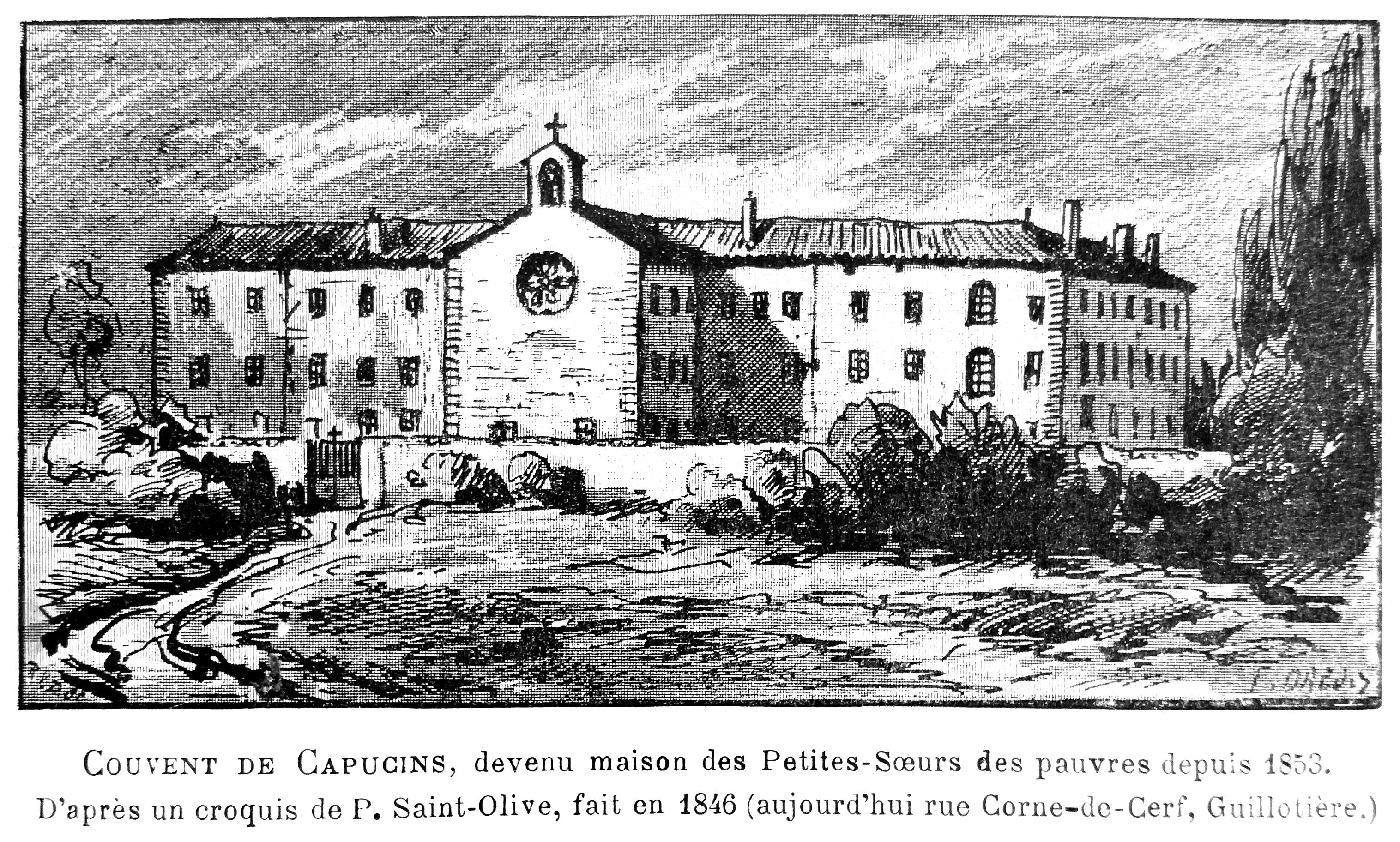
Le couvent des Capucins en 1846, d'après un croquis de P. Sainte-Olive.

Le tracé de la rue, alors un axe de desserte rurale, remonte au moins avant la Révolution française et dessert plusieurs domaines dont la Terre de la Fleur de Lys, la Vilette, le couvent des Capucins qui deviendra les Petites-Sœurs-des-Pauvres à l'emplacement du parc Jeanne-Jugan et de l'ensemble tertiaire Danica, et au nord la Corne-de-Cerf, qui évoquait un « passé de chasse ».
En 1907, Marius Patay déménage son atelier de la rue Moncey pour venir s'installer dans un plus grand espace rue Corne-du-Cerf. Il y produit des moteurs électriques jusqu'en 1915, où, de nouveau trop à l'étroit il déménage pour une usine à Monplaisir.
Malgré les importantes transformations du bâti au croisement de la rue Maurice Flandin et de la rue Paul Bert, une maison isolée et non-mitoyenne subsiste au numéro 96. Elle échappe à la destruction lors de l'opération d'alignement dans les années 1970, puis dans les années 2000 du fait de l'absence de déclaration d'utilité publique qui aurait légitimé une expropriation. Ses derniers acquéreurs l'ont achetée en 1953 aux parents de l'artiste lyonnaise Mick Micheyl, et la maison est désormais occupée par la fille de ces propriétaires. 